# Zwerg-Marmormolch

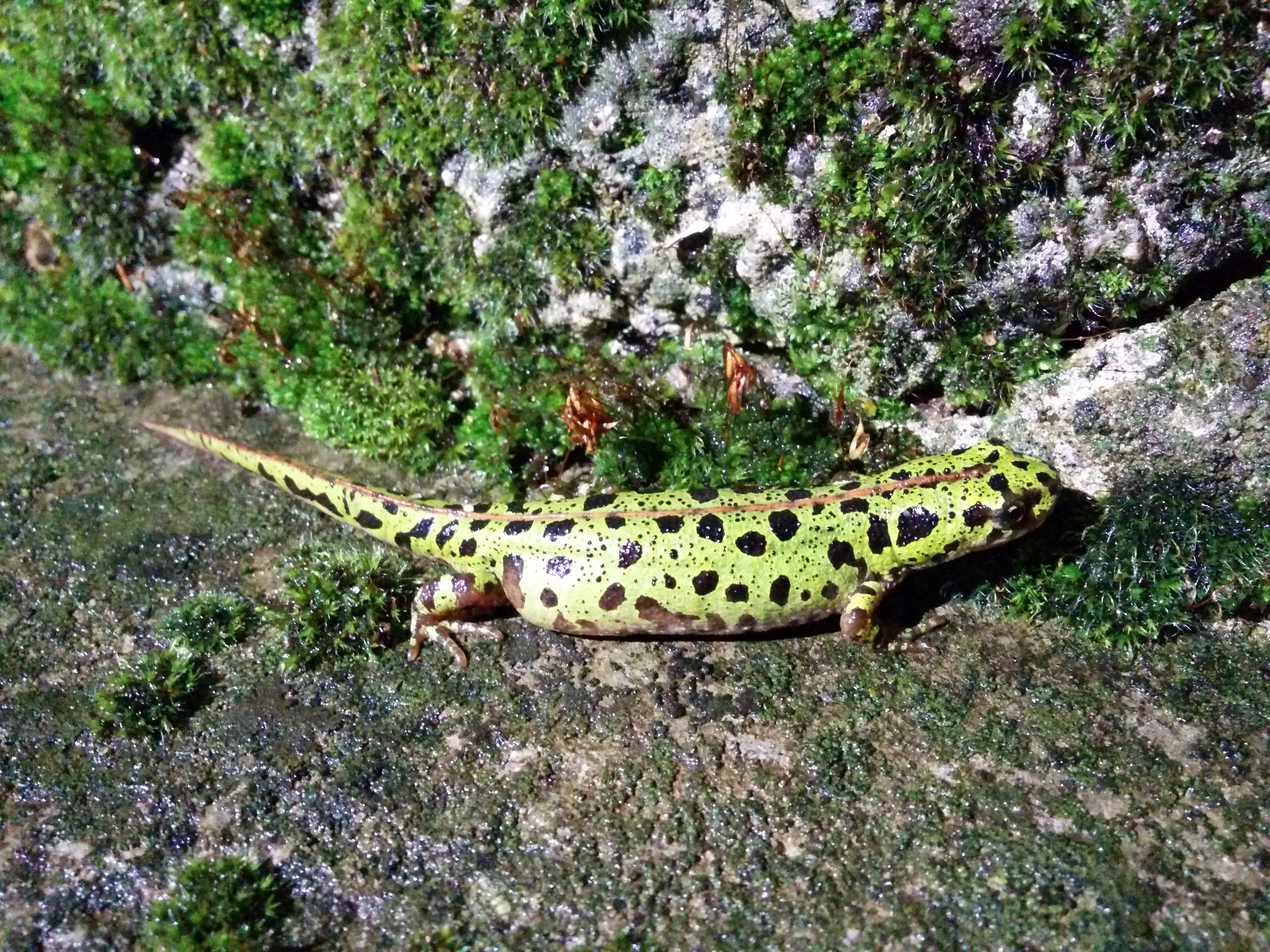
Zwerg-Marmormolch,
Weibchen in Landtracht

Der Zwerg-Marmormolch (Triturus pygmaeus), zuweilen auch Südlicher Marmormolch genannt, ist eine im Südwesten der Iberischen Halbinsel vorkommende Schwanzlurchart aus der Gattung Triturus. Das Artepitheton leitet sich vom lateinischen Wort pygmaeus mit der Bedeutung „zwergenhaft“ ab und bezieht sich auf die geringe Größe der Tiere. Bis zum Jahr 2001 wurden sie als Unterart des Marmormolchs (Triturus marmoratus) betrachtet. Auf der Basis eingehender vergleichender morphologischer und genetischer Analysen wurde dem Zwerg-Marmormolch der Artstatus zuerkannt.

## Merkmale
Die Gesamtlänge des Zwerg-Marmormolchs beträgt im Durchschnitt 106,5 Millimeter bei den Männchen und 116,5 Millimeter bei den Weibchen. Besonders kleinwüchsige Populationen (Männchen maximal 90, Weibchen 98 Millimeter) kommen im Nationalpark Coto de Doñana vor. Die Schwanzlänge beträgt etwa 45 bis 50 % der Gesamtlänge. Rücken und Flanken zeigen sowohl in der Wasser- als auch in der Landtracht auf hellgrünem Grund ein schwarzes bis bräunliches Muster aus Flecken unterschiedlicher Größe, die zum Teil netzartig verbunden sind. Die Bauchseite ist gelblich gefärbt und mit einigen schwarzen und weißen Flecken versehen. In der Brunftzeit bildet sich beim Männchen ein mäßig hoher Rückenkamm, der ohne Unterbrechung in den Schwanz mit einem breiten hell/dunkel alternierenden Saum übergeht und keine deutlichen Einbuchtungen zeigt. Bei den Weibchen fehlen Rückenkamm und Schwanzsaum. Bei ihnen ist die Rückenlinie als durchgehendes orangefarbenes Band ausgebildet, das bei den Männchen hingegen schwächer ist und zwischen orangefarbigen und schwarzen Tönungen wechselt. Der Kopf ist etwas länger als breit und endet mit einer engen Schnauze. Die Parotiden heben sich deutlich ab.

## Ähnliche Arten
Mit einer Gesamtlänge von bis zu 160 Millimetern ist der Marmormolch deutlich größer als der Zwerg-Marmormolch. Außerdem kommt die ähnliche Art angenähert nördlich des 40. Breitengrads vor, der Zwerg-Marmormolch hingegen südlich davon. Eine geographische Überlappung der beiden Arten in diesem Bereich ist außerordentlich gering.

## Verbreitung und Lebensraum

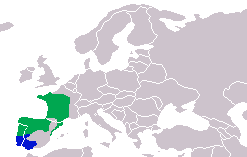
Verbreitungsgebiet
des Marmormolches (grün),
des Zwerg-Marmormolches (blau)

Der Zwerg-Marmormolch kommt im Südwesten der Iberischen Halbinsel vor. Die nördliche Verbreitungsgrenze verläuft ungefähr auf einer Linie von der portugiesischen Atlantikküste über Aveito und Leiria sowie südlich entlang des Iberischen Scheidegebirges. In weiter östlich gelegenen Regionen Spaniens fehlt die Art. Sofern geeignete Laichgewässer vorhanden sind, umfasst ihr Lebensraum Wald-, Heide- und Wiesenlandschaften sowie Macchiazonen. Sie kommt auch auf landwirtschaftlich genutzten Flächen vor, benötigt jedoch ausreichende Versteckmöglichkeiten.

## Lebensweise
Mit Einsetzen der Herbstregen im Oktober und November suchen die Molche ihre Laichgewässer auf. Die Hauptlaichzeit umfasst im Süden des Verbreitungsgebietes in erster Linie die Monate Dezember und Januar. In den nördlichen Bereichen des Areals setzt sie erst im Februar oder März ein. Das Weibchen heftet im Laufe von
oft über einem Monat 148 bis 382 (maximal 776) Eier einzeln an Wasserpflanzen an. Bei Wassertemperaturen zwischen 15 und 20 °C schlüpfen die 9 bis 11 Millimeter langen, tag- und nachtaktiven Larven nach 10 bis 15 Tagen. Nach ca.
drei Monaten und einer Länge von 37 bis 56 Millimetern erreichen sie das Metamorphosestadium. An Land halten sich Zwerg-Marmormolche unter Steinen, Wurzeln oder Totholz sowie in Höhlen verborgen und ernähren sich nachts von verschiedenen Wirbellosen (Evertebrata). Während des Wasseraufenthaltes fressen sie bevorzugt kleine Krebstiere (Crustacea), deren Anteil bei Untersuchungen des Mageninhalts bis zu 85,6 % ausmachte.

## Gefährdung
Als Gefährdungspotential für den Zwerg-Marmormolch entwickeln sich die zunehmende industrialisierte Landwirtschaft, Grundwasserabsenkungen, der Straßenbau, Aufforstungen mit standortfremden Pflanzen sowie zunehmende Flächenbrände. Auch sind eingeschleppte Fischarten sowie der ebenfalls eingeschleppte Rote Amerikanische Sumpfkrebs (Procambarus clarkii) eine Gefahr für die Molche. Die Art wird deshalb von der Weltnaturschutzorganisation IUCN als „near threatened = potentiell gefährdet“ klassifiziert.